# Bouygues Télécom 2008
Questa voce raccoglie le informazioni riguardanti la Bouygues Télécom nelle competizioni ufficiali della stagione 2008.

## Stagione
La squadra ciclistica francese partecipò, nella stagione 2008, all'UCI ProTour. Nel circuito Pro arrivarono tre vittorie, mentre in quello Continental, tredici. La squadra chiuse al quindicesimo posto nella classifica ProTour.

## Organico

### Staff tecnico
GM=General Manager, TM=Team Manager, DS=Direttore Sportivo.
|  | Naz.               | Ruolo | Sportivo             |  |  |  |
|  | ------------------ | ----- | -------------------- |  |  |  |
|  | Francia (bandiera) | GM    | Jean René Bernaudeau |  |  |  |
|  | Francia (bandiera) | TM    | Dominique Arnould    |  |  |  |
|  | Francia (bandiera) | TM    | Ismael Mottier       |  |  |  |
|  | Francia (bandiera) | DS    | Christian Guiberteau |  |  |  |
|  | Francia (bandiera) | DS    | Philippe Mauduit     |  |  |  |
|  | Francia (bandiera) | DS    | Benoitn Genauzeau    |  |  |  |
|  | Francia (bandiera) | DS    | Didier Rous          |  |  |  |

### Rosa
|  | Naz.                   |  | Sportivo            | Anno |  |  |
|  | ---------------------- |  | ------------------- | ---- |  |  |
|  | Francia (bandiera)     |  | Julien Belgy        | 1983 |  |  |
|  | Francia (bandiera)     |  | Giovanni Bernaudeau | 1983 |  |  |
|  | Francia (bandiera)     |  | Olivier Bonnaire    | 1983 |  |  |
|  | Francia (bandiera)     |  | Dimitri Champion    | 1983 |  |  |
|  | Francia (bandiera)     |  | Mathieu Claude      | 1983 |  |  |
|  | Paesi Bassi (bandiera) |  | Stef Clement        | 1982 |  |  |
|  | Svizzera (bandiera)    |  | Aurélien Clerc      | 1979 |  |  |
|  | Francia (bandiera)     |  | Nicolas Crosbie     | 1980 |  |  |
|  | Francia (bandiera)     |  | Pierrick Fédrigo    | 1978 |  |  |
|  | Spagna (bandiera)      |  | Xavier Florencio    | 1979 |  |  |
|  | Francia (bandiera)     |  | Damien Gaudin       | 1986 |  |  |
|  | Francia (bandiera)     |  | Yohann Gène         | 1981 |  |  |
|  | Francia (bandiera)     |  | Anthony Geslin      | 1980 |  |  |
|  | Francia (bandiera)     |  | Saïd Haddou         | 1982 |  |  |
|  | Francia (bandiera)     |  | Vincent Jerome      | 1984 |  |  |
|  | Francia (bandiera)     |  | Arnaud Labbe        | 1976 |  |  |
|  | Francia (bandiera)     |  | Laurent Lefèvre     | 1976 |  |  |
|  | Francia (bandiera)     |  | Rony Martias        | 1980 |  |  |
|  | Francia (bandiera)     |  | Alexandre Pichot    | 1983 |  |  |
|  | Francia (bandiera)     |  | Jérôme Pineau       | 1980 |  |  |
|  | Estonia (bandiera)     |  | Erki Pütsep         | 1976 |  |  |
|  | Francia (bandiera)     |  | Perrig Quéméneur    | 1984 |  |  |
|  | Francia (bandiera)     |  | Franck Renier       | 1974 |  |  |
|  | Russia (bandiera)      |  | Yevgeni Sokolov     | 1984 |  |  |
|  | Francia (bandiera)     |  | Matthieu Sprick     | 1981 |  |  |
|  | Russia (bandiera)      |  | Jurij Trofimov      | 1984 |  |  |
|  | Svizzera (bandiera)    |  | Johann Tschopp      | 1982 |  |  |
|  | Francia (bandiera)     |  | Sébastien Turgot    | 1984 |  |  |
|  | Francia (bandiera)     |  | Thomas Voeckler     | 1979 |  |  |

## Palmarès

### Corse a tappe
- Volta a Catalunya

3ª tappa (Pierrick Fédrigo)
- Critérium du Dauphiné Libéré

5ª tappa (Jurij Trofimov)
- La Tropicale Amissa Bongo Ondimbo

1ª tappa (Rony Martias)
4ª tappa (Rony Martias)
- Étoile de Bessèges

3ª tappa (Jurij Trofimov)
Classifica generale (Jurij Trofimov)
- Tour Ivoirien de la Paix

1ª tappa (Sébastien Turgot)
Classifica generale (Rony Martias)
- Tour de Langkawi

1ª tappa (Matthieu Sprick)
- Driedaagse van West-Vlaanderen

3ª tappa (Aurélien Clerc)
- Circuit de la Sarthe

Classifica generale (Thomas Voeckler)
- Quatre Jours de Dunkerque

3ª tappa (Pierrick Fédrigo)
- Saaremaa Velotour

Prologo (Erki Pütsep)
2ª tappa (Erki Pütsep)

### Corse in linea
- Grand Prix Ouest France di Plouay (Pierrick Fédrigo)
- Grand Prix de Plumelec-Morbihan (Thomas Voeckler)
- Tour du Doubs (Anthony Geslin)
- Chrono des Herbiers (Stef Clement)
- Trois Jours d'Aigle (Damien Gaudin)
- Keggu Velo (Erki Pütsep)

### Pista
- Campionato francese: 1

Madison (Damien Gaudin, Sébastien Turgot)

### Ciclocross
- Lanarvily (Julien Belgy)
- Plougasnou (Julien Belgy)
- Tour du Val d'Orge

1ª tappa (Julien Belgy)
3ª tappa (Julien Belgy)
Classifica generale (Julien Belgy)
- Tours-Ile Aucard (Julien Belgy)
- Val de Loire d'Ormes (Julien Belgy)
- Ambazac (Arnaud Labbe)
- Lansac (Arnaud Labbe)
- Mazères (Arnaud Labbe)
- Thiviers (Arnaud Labbe)

## Classifiche UCI

### UCI ProTour 2008
Individuale
Piazzamenti dei corridori della Bouygues Télécom nella classifica individuale dell'UCI ProTour 2008.
| Pos. | Ciclista         | Punti |
| ---- | ---------------- | ----- |
| 15   | Pierrick Fédrigo | 55    |
| 40   | Aurélien Clerc   | 30    |
| 99   | Jurij Trofimov   | 4     |
| 140  | Jérôme Pineau    | 1     |
| 150  | Stef Clement     | 1     |

### Squadra
La Bouygues Télécom chiuse in quindicesima posizione con 108 punti.